# Wild West Show
Wild West Show (engelska: Circus World) är en amerikansk dramafilm från 1964 i regi av Henry Hathaway. I huvudrollerna ses John Wayne, Claudia Cardinale och Rita Hayworth. Filmen vann en Golden Globe Award för bästa sång och Rita Hayworth nominerades i kategorin bästa skådespelerska.

## Rollista i urval
- John Wayne - Matt Masters
- Rita Hayworth - Lili Alfredo
- Claudia Cardinale - Toni Alfredo
- Lloyd Nolan - Cap Carson
- Richard Conte - Aldo Alfredo
- John Smith - Steve McCabe
- Katharyna - Giovana
- Katherine Kath - Hilda
- Wanda Rotha - Mrs. Schuman
- Kay Walsh - Flo Hunt
- Francois Calepides - cirkusdirektör
- Margaret MacGrath - Anna
- Miles Malleson - Billy Hennigan
- José María Caffarel - Barcelonas borgmästare
- Robert Cunningham - cirkusdirektör
- Hans Dantes - Emile Schuman
- Katherine Ellison - Molly
- Margaret Fuller - kvinna med kikare